# 모바일 웹
모바일 웹(영어: mobile web)은 스마트폰, 피처폰, 태블릿 PC를 비롯한 모바일 장치에서 접속하는 브라우저 기반의 인터넷을 의미한다.

## 역사
모바일 웹의 첫 개통은 1996년 말 핀란드에서였다. 노키아 9000 커뮤니케이터 폰이 소네라와 라디올린자 네트워크망을 통해 유료로 제공한 것이었으며, 실제 인터넷으로 접속이 가능했다. 브라우저 기반의 모바일웹 서비스를 상업적으로 출시한 사례로는 1999년 일본이 처음으로, NTT 도코모가 아이모드의 서비스를 개시하면서부터였다.
초창기 모바일웹은 XHTML이나 무선 마크업 언어 (WML)로 작성된 페이지처럼 가벼운 웹페이지들을 사용하였다. 이후 등장한 모바일 브라우저들은 이러한 한계를 넘어 더 넓은 범위의 웹 포맷을 지원하게 되었는데, PC 웹에서 흔히 볼 수 있는 다양한 HTML 웹페이지들도 여기에 포함됐다.

## 개발
모바일 웹에 대한 최초의 액세스는 1996년 말 핀란드에서 소레나(Sonera) 및 라디오린자(Radiolinja) 네트워크를 통해 노키아 9000 커뮤니케이터 전화기에서 상업적으로 제공되었다. 이것은 실제 인터넷에 대한 액세스였다. 모바일 전용 브라우저 기반 웹 서비스의 첫 상용 출시는 1999년 일본에서 NTT DoCoMo가 i-모드를 출시하면서부터였다.
모바일 웹은 주로 XHTML(Extensible Hypertext Markup Language) 또는 WML(Wireless Markup Language)로 작성된 이와 같은 경량 페이지를 활용하여 모바일 장치에 콘텐츠를 전달한다. 많은 새로운 모바일 브라우저는 데스크톱 웹에서 흔히 볼 수 있는 HTML 변형을 포함하여 더 넓은 범위의 웹 형식을 지원함으로써 이러한 한계를 뛰어넘고 있다.

## 같이 보기
- 전자거래 플랫폼(온라인거래 플랫폼)